# Spirostrophus xanthonotus
Spirostrophus xanthonotus är en mångfotingart som beskrevs av Carl Graf Attems 1927. Spirostrophus xanthonotus ingår i släktet Spirostrophus och familjen Trigoniulidae. Inga underarter finns listade i Catalogue of Life.